# 生野縣
生野縣（日语：／ Ikuno ken */?）是日本於1869年為管轄過去幕府在但馬國、播磨國、美作國的直屬領地及旗本領地所設立的縣，分布在現今的兵庫縣北部、岡山縣東北部，前身為府中裁判所；1871年被廢除，轄區分別被併入豐岡縣、姬路縣、北條縣。

## 歷史
江戶時代幕府在但馬國的生野設有生野代官所負責管轄位於但馬、播磨、美作3國的直屬領地及旗本領地；1868年江戶幕府結束後，新政府先是在4月設立府中裁判所接替生野代官所的功能，繼續管理此一區域；同年7月，決定廢除府中裁判所，併入久美濱縣。
1869年，又決定改將原屬生野代官所管轄的但馬、播磨、美作區域劃出，新設立為生野縣。
1871年第一次府縣整併中，生野縣被廢除，位於但馬國的轄區被併入豐岡縣，位於播磨國的轄區被併入姬路縣，位於美作國的轄區被併入北條縣。

## 歴任知事
府中裁判所
| 職稱       | 姓名       | 上任日期               | 卸任日期               | 備註   |
| ---------- | ---------- | ---------------------- | ---------------------- | ------ |
| 總督       | 西園寺公望 | 1868年4月19日（舊曆）  | 1868年閏4月5日（舊曆） | 原公家 |
| 空缺       | 空缺       | 1868年閏4月5日（舊曆） | 1868年7月29日（舊曆）  |        |
| 參考資料： |            |                        |                        |        |

生野縣
| 職稱       | 姓名   | 上任日期               | 卸任日期               | 備註                               |
| ---------- | ------ | ---------------------- | ---------------------- | ---------------------------------- |
| 權知事     | 井田譲 | 1869年8月10日（舊曆）  | 1870年10月9日（舊曆）  | 原大垣藩藩士                       |
| 知事       | 井田譲 | 1870年10月9日（舊曆）  | 1870年11月23日（舊曆） | 前                                 |
| 空缺       | 空缺   | 1870年11月23日（舊曆） | 1870年12月19日（舊曆） |                                    |
| 權知事     | 小松彰 | 1870年12月19日（舊曆） | 1871年11月2日（舊曆）  | 原松本藩士、同時兼任久美濱縣権知事 |
| 參考資料： |        |                        |                        |                                    |